# Eilandgriffier
De eilandgriffier staat de eilandsraad van een Caribisch openbaar lichaam Bonaire, Sint Eustatius of Saba bij en is aanwezig bij de eilandsraadsvergaderingen. De functie is inhoudelijk gelijk aan die van de raadsgriffier in Europees-Nederlandse gemeenten.
De eilandgriffier wordt tezamen met de eilandsecretaris ingesteld in artikel 124 van de Wet openbare lichamen Bonaire, Sint Eustatius en Saba.
De eilandgebieden van de Nederlandse Antillen hadden een monistisch karakter en kenden daarom, net als Nederlandse gemeenten voor de invoering van de Wet dualisering gemeentebestuur in 2002, geen griffier. De eilandsraden dienen voor 10 oktober 2011 een eilandgriffier te benoemen.